# Zoltan Ritli
Zoltán Ritli (n. 13 iulie 1968, Satu Mare, România) este un fost fotbalist român, care a jucat pe postul de portar pentru FC Steaua București.
În 2017, era antrenor la Olimpia Satu Mare.

## Titluri
Steaua București
- Liga 1: 1996-97, 1997-98
- Cupa României: 1996–97, 1998–99
- Supercupa României: 1997–98